# Паскаль Бродницький
Паскаль Віктор Раймонд Бродницький (нар. 5 вересня 1976, Лілль, Франція) — французький шеф-кухар польського походження, телеведучий, автор кулінарних книг.

## Біографія
Навчався готувати у французьких школах гастрономії. Працював у багатьох ресторанах (у тому числі Готель «Челсі» у Нью-Йорку та Лес-Піренеї у Франції).
Нині мешкає у Польщі. З весни 2004 року по грудень 2009 року вів кулінарну програму «Паскаль: Просто готуй!» на TVN. Навесні 2005 року також транслювалася програма «Pascal Express», в якій кожного випуску представляли рецепт однієї страви. Тим часом, з листопада 2005 року до середини 2006 року, Бродницький з’явився в рекламній кампанії Knorr під назвою «Кулінарний світ за версією Knorr» . З квітня 2012 року до весни 2014 року вів програму Смакуй світ з Паскалем (пол. Smakuj świat with Pascal) (спочатку на TVN Style, а влітку 2012 року також на TVN).
З серпня 2012 по серпень 2015 року виступав у рекламній кампанії для магазину мережі Lidl разом з Каролем Окрасою під назвою «Паскаль проти Окраси».
З травня 2016 року керує своїм кулінарним каналом YouTube, в якому презентує рецепти та кулінарні хитрощі. З 7 вересня по 23 листопада того ж року брав участь у першому випуску програми Asia Express, що транслювався на TVN. Його партнером у програмі був Павел Добжанський, з яким він, нарешті, посів четверте місце, вилетівши у півфіналі.

## Приватне життя
Син француженки та поляка. Його наречена — Агнешка Мельчарек, з якою у нього є син Лео, який народився 14 травня 2008 року.

## Публікації
- «Просто готуй!», прем'єра — 2 грудня 2005 року[13]
- «Просто готуй це для мене!», прем’єра — 11 вересня 2006 року[14]
- «Просто готуй 2!», прем’єра — 26 листопада 2007 року[15]
- «Хороше життя». Дієта та розвиток з тренером зі здоров’я (з Агнешкою Мельчарек), прем’єра — 19 листопада 2014 року[16][17]
- «Кухня з ідеєю», прем’єра — 7 грудня 2015 року[18]
- «Туба смаку», прем’єра — 10 жовтня 2018 року з Агнешкою Мельчарек, Агатою Станкевич, Даніелем Бжезіньським та Міхалом Гнілкою (співавтори каналу Паскаля Бродницького на YouTube, Туба Смаку[8])[19].

## Фільмографія

### Дубляж
- 2004: Суперсімейка
- 2012: На стежці Марсупіламі
- 2012: Астерікс та Обелікс: На службі Її Величності

### Кіноролі
- 2006: «Люби тільки мене» в ролі шеф-кухаря (не входить у субтитри)